# Лойвуш-да-Рибейра
Лойвуш-да-Рибейра (порт. Loivos da Ribeira)  —  район (фрегезия) в Португалии,  входит в округ Порту. Является составной частью муниципалитета  Байан. По старому административному делению входил в провинцию Дору-Литорал. Входит в экономико-статистический  субрегион Тамега, который входит в Северный регион. Население составляет 562 человека на 2001 год. Занимает площадь 2,61 км².